# Varyag (incrociatore 1983)
L'incrociatore russo Varyag (in russo Варяг?), precedentemente Chervona Ukraina ("Ucraina Rossa"), è la terza nave della classe Slava, una serie di incrociatori lanciamissili costruiti per la Marina sovietica e attualmente in servizio presso la Marina russa.

## Descrizione
Il Varyag è un incrociatore di classe Slava, progettato nel periodo dell'Unione Sovietica come Raketnyy Kreyser (incrociatore lanciarazzi antinave, RKR). Il progetto iniziale, risalente al 20 aprile 1972, si basa su una versione allungata dell'incrociatore di classe Kara, dotato di missili P-500 Bazal't. Poiché il design non introduceva innovazioni rivoluzionarie, gli osservatori occidentali lo consideravano una versione più economica e convenzionale degli incrociatori nucleari della classe Kirov.
La progettazione preliminare iniziò nell'ottobre 1972 presso il Northern Design Bureau. Il capo progettista era Aleksandr Kuzmich Perkov, successivamente sostituito da Valentin Ivanovich Mutikhin nel 1979, e l'osservatore principale della Marina era il capitano di 2ª classe A. N. Blinov. Il progetto preliminare fu rivisto nel dicembre 1972 e approvato il 21 agosto 1974.
La nave ha un dislocamento di 10 000 tonnellate (10 000 long ton) e 12 700 t (12 500 long ton) a pieno carico. Il Varyag misura 186,4 metri (611 ft 7 in) di lunghezza con una baglio di 20,8 m (68 ft 3 in) e un pescaggio di 8,4 m (27 ft 7 in). Il sistema di propulsione è un sistema combinato di gas o gas (COGOG), composto da quattro turbine a gas ad alta potenza da 23 300 chilowatt (31 250 shp) e due turbine a gas da crociera da 8 900 kW (12 000 shp) che azionano due alberi per un totale di 93 000 kW (125 000 shp). Questo consente al Varyag di raggiungere una velocità massima di 34 nodi (63 km/h) e ha un'autonomia di 9 000 miglia nautiche (17 000 km) ad una velocità di crociera di 15 nodi (28 km/h). L'equipaggio originale era di 505 membri, successivamente ridotto a 476, inclusi 62 ufficiali.
L'armamento principale del Varyag consiste in sedici missili antinave (SSM) P-1000 Vulkan (conosciuti anche come SS-N-12 Sandbox), distribuiti in due lanciatori da otto missili ciascuno, posizionati a centro nave, su entrambi i lati della sovrastruttura. Il sistema di difesa aerea della nave include 64 missili terra-aria a lungo raggio S-300F Fort (SA-N-6 Grumble) distribuiti in otto lanciatori da otto missili situati a poppa del fumaiolo, e 40 missili SAM SR OSA-M (SA-N-4 Gecko) suddivisi in due lanciatori da venti colpi situati a poppa, su entrambi i lati dell'hangar.
Il Varyag è inoltre armato con due cannoni AK-130 da 130 mm (5 in) /L70 cannoni binati posizionati a prua e sei AK-630 30 mm (1,2 in) sistemi d'arma ravvicinati, due dei quali posizionati nella parte anteriore, in cima alla sovrastruttura, e quattro posizionati a centro nave, su entrambi i lati della sovrastruttura. Per la guerra antisommergibile (ASW), l'incrociatore dispone di due mortai antisommergibile RBU-6000, ciascuno con sei canne e dieci tubi lanciasiluri da 533 mm (21 in), distribuiti in due lanciatori quintupli posizionati vicino alla poppa.
L'equipaggiamento radar del Varyag comprende il radar di ricerca aerea a lungo raggio MR-800 Voskhod (conosciuto con il nome NATO: Top Pair 3-D) e il radar di ricerca aerea e di superficie MR-700 Fregat  (Top Steer). Per le operazioni antisommergibile, la nave è dotata di sonar MG-332 Tigan-2T (Bull Nose LF), montato sullo scafo, e di sonar Platina (Horse Tail MF VDS). Il sistema di controllo di fuoco comprendere radar MR-184 (Kite Screech) per i cannoni da 130 mm, radar 3R41 Volna (Top Dome) per il controllo dei missili SA-N-6, radar MPZ-301 Baza (Pop Group) per il controllo dei missili SA-N-4 e radar Argument (Front Door-C) per il controllo dei missili antinave. La nave dispone inoltre di tre radar Bass Tilt per il controllo degli AK-630.
Il Varyag utilizza un collegamento satellitare Punch Bowl per i suoi sistemi di puntamento delle armi e, per la guerra elettronica, è equipaggiato con la suite Kol'cho che comprende i sistemi di intercettazione Gurzhor-A&B (Side Globe) ed il jammer MR-404 (Rum Tub). Inoltre, la nave è dotata di due lanciatori di contromisure PK2. Va notato che il radar Top Dome, utilizzato per il controlle dei missili SA-N-6, ha un arco di copertura di soli 180º, creando un punto cieco in avanti.
Il Varyag dispone di un ponte di volo situato a poppa e di un hangar, che può ospitare un elicottero Kamov Ka-25 o un Kamov Ka-27. L'hangar si trova mezzo ponte sotto il ponte di volo ed è raggiungibile tramite una rampa inclinata. L'elicottero viene manovrato utilizzando un sistema di traino a catena e può essere utilizzato per fornire un bersaglio oltre l'orizzonte per i sistemi d'arma della nave.

## Costruzione e servizio

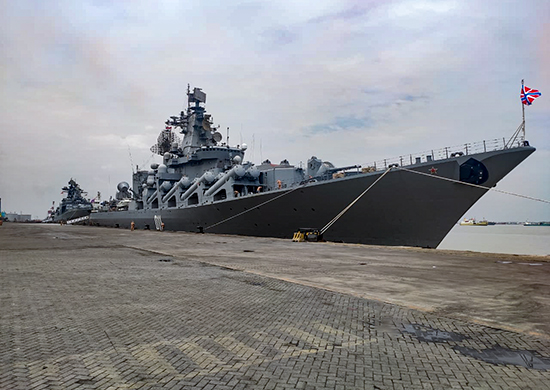
L'incrociatore Varyag durante una visita in Indonesia il 14 dicembre 2020

La costruzione della nave iniziò il 31 luglio 1979 presso lo stabilimento di costruzione navale 61 Kommunara (cantiere navale 445) a Mykolaiv, con il nome di Chervona Ukraina ("Ucraina Rossa"). Il varo avvenne il 28 agosto 1983 e la nave entrò in servizio il 16 ottobre 1989. Nel 1990, si unì alla flotta del Pacifico, partecipando lo stesso anno, tra il 5 e l'8 giugno, ad una visitica amichevole a Kiel, in Germania Successivamente, durante il transito, da Sebastopoli, dal 27 settrembe al 5 novembre, verso la base di Petropavlovsk-Kamchatsky, la nave ed il cacciatorpediniere Bystry fecero tappa alla base vietnamita di Cam Ranh tra il 22 e il 24 ottobre.
 

Nel 1991-1992, il Chervona Ukraina fu impegnato in attività di addestramento al combattimento, ma nel biennio 1993-1994 non prese il mare a causa della mancanza di finanziamenti. L'addestramento riprese combattimento riprese nel 1995 e, il 21 dicembre dello stesso anno, la nave venne ribattezzata in Varyag. Nello stesso periodo, venne assegnata alla 36ª Divisione di superficie di Vladivostok, con il numero di vessillo 011.

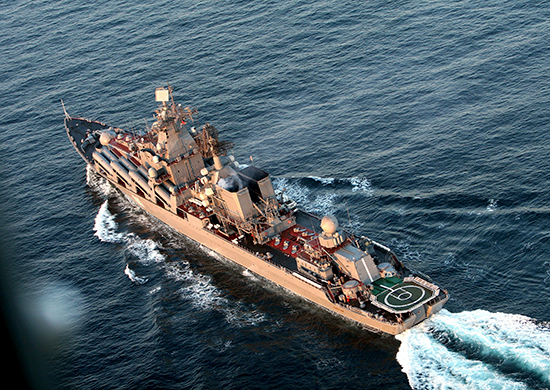
L'incrociatore Varyag nel Golfo del Bengala il 5 dicembre 2020

Tra il 9 ed il 13 febbraio 1997, partecipò ad una visita amichevole al porto sudcoreano di Incheon, rientrando a Vladivostok il 19 febbraio. Tra il 2 ed il 6 ottobre 1999, il Varyag e il cacciatorpediniere Bystry visitarono Shanghai, in Cina, per celebrare il 50º anniversario della fondazione dello Stato. Dal 10 al 15 ottobre 2002, la nave fece tappa nella città giapponese di Yokosuka per commemorare il 50º anniversario della Marina giapponese.
Nel febbraio 2004, tra il 10 e il 15, il Varyag, insieme al cacciatorpediniere Admiral Tribuc e alla corvetta Koreets, visitò nuovamente Incheon per commemorare il 100º anniversario della perdita dell'incrociatore Varyag del 1899, con a bordo il comandante della flotta del Pacifico, l'ammiraglio Viktor Fedorov. Tra settembre e dicembre 2005, guidò un distaccamento di navi in visita a Visakhapatnam (India), Singapore, Giacarta (Indonesia), Sattahip (Thailandia) e Haiphong (Vietnam).
Il Varyag tornò in servizio, nella flotta del Pacifico, nel maggio 2008, dopo una revisione durante il quale il suo complesso missilistico principale fu aggiornato da P-500 Bazalt a P-1000 Vulkan. Nell'aprile 2009, fece tappa a Qingdao, in Cina, per celebrare il 60º anniversario della Marina cinese; e nell'ottobre/novembre dello stesso anno la nave visitò Singapore.
Nel giugno 2010, sotto il comando del capitano Eduard Moskalenko e con il comandante delle forze combinate della flotta del Nord, il contrammiraglio Vladimir L. Kasatonov, il Varyag partecipò ad una visita storica a San Francisco, la prima di una nave da combattimento della Marina russa in 147 anni, durante la quale fu tenuta una cerimonia per commemorare sei marinai russi morti combattendo un incendio a San Francisco nel 1863. Questa visita ha coinciso anche con la visita del Presidente Medvedev nella Silicon Valley, che ha visitato nuovamente Varyag come aveva fatto a Singapore nel 2009. Il Varyag partecipò anche ad esercitazioni di addestramento con l'USS Bunker Hill.

Dall'8 all'11 novembre 2011 il Varyag, accompagnato dalla petroliera Irkut, visitò Vancouver, nella Columbia Britannica, per commemorare i militari caduti nei conflitti armati. Il Varyag fu scortato a Vancouver dal cacciatorpediniere HMCS Algonquin della Royal Canadian Navy, i due equipaggi si sono impegnati in partite sportive amichevoli. Nel 2013 la nave partì per un lungo viaggio verso il Mar Mediterraneo, visitando Trincomalee (Sri Lanka), Salalah (Oman) e Alessandria (Egitto). Nel novembre 2014, guidò un dispiegamento di quattro navi militari russe nelle acque internazionali al largo dell'Australia. Si ritiene che l'impiego sia legato al vertice del G-20 di Brisbane del 2014 e alle crescenti tensioni tra le due nazioni.

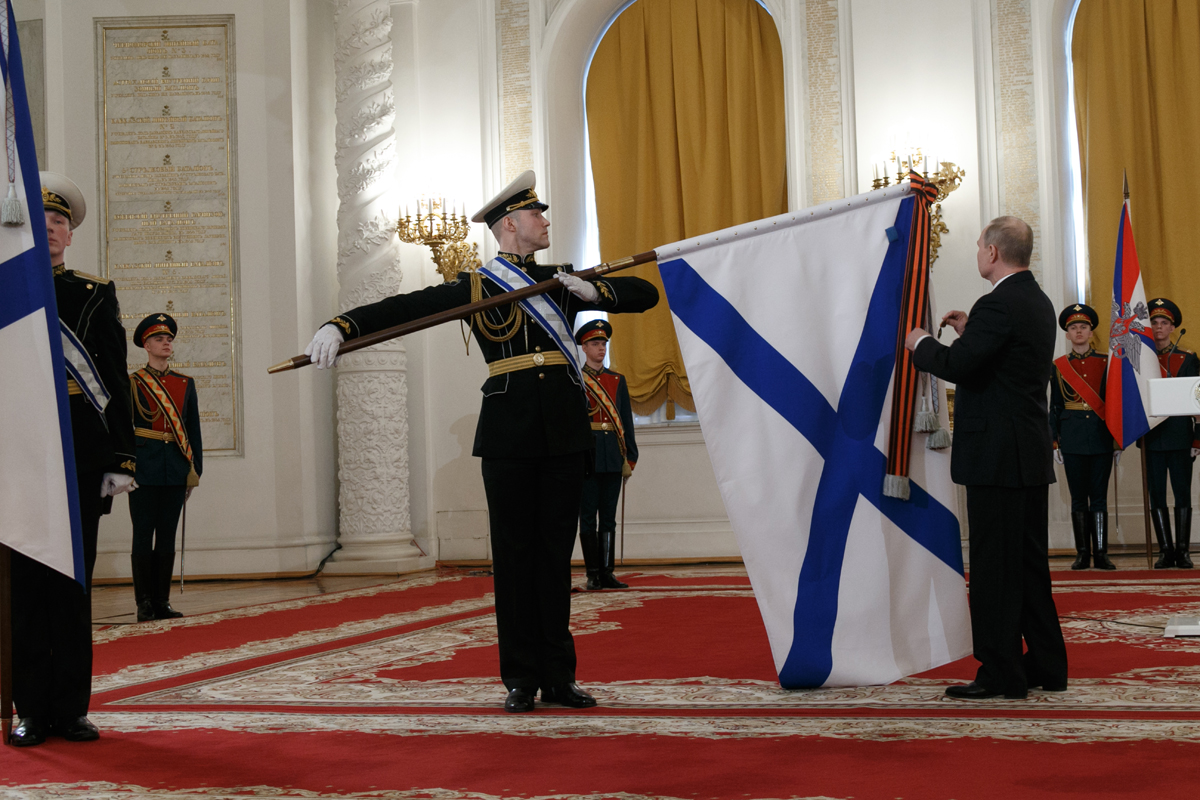
Il presidente russo Vladimir Putin appone l'Ordine di Nakhimov all'insegna dell'incrociatore missilistico delle guardie Varyag, 23 febbraio 2018

All'inizio di gennaio 2016, dopo una visita in India, il Varyag entrò nel Mar Mediterraneo attraverso il Canale di Suez per essere dispiegato al largo della costa siriana in sostituzione della nave gemella Moskva, a supporto dell'operazione aerea russa in Siria iniziata nell'autunno del 2015. La nave è stata nominata ammiraglia della task force navale russa posizionata nel Mediterraneo orientale. Tra aprile e luglio 2017 la nave visitò Manila (Filippine), Cam Ranh (Vietnam), Sattahip (Thailandia) e Singapore.Il 1º ottobre 2019, il Varyag, il cacciatorpediniere Admiral Panteleyev e la petroliera Pechenga partirono per un dispiegamento di tre mesi sotto il comando del capitano di primo grado Aleksandr Shvarts, visitando Muara (Brunei) tra il 3 e il 7 novembre e Pusan (Corea del Sud) tra il 17 e il 22 dicembre, rientrando a Vladivostok il 23 dicembre.
Nel febbraio e marzo 2021, il Varyag partecipò a esercitazioni antisommergibile, di difesa aerea e di artiglieria della flotta del Pacifico, insieme a un sottomarino convenzionale, al cacciatorpediniere Admiral Tributs, alla fregata modernizzata Marshal Shaposhnikov e alle corvette universali Gromkiy e Sovershennyy, alle corvette antisommergibile MPK-107, Ust-Ilimsk, Sovetskaya Gavan, Metel e MPK-82 nonché alle corvette antinave R-14, R-18, R-20, R-29, Iney, Razliv, R-297, Smerch e altre. Le navi ausiliarie presenti nella zona durante l'esercitazione erano il rompighiaccio di classe Dobrynya Nikitich Sadko, nonché i rimorchiatori MB-99, Andrey Stepanov e almeno altri quattro.
Il 1º maggio 2021, in un evento raro, due distaccamenti della flotta del Pacifico si sono imbarcati simultaneamente in missioni a lungo raggio, Varyag e Marshal Shaposhnikov, nonché le corvette Sovershenny, Gromky e Aldar Tsidenzhapov. Entrambi i distaccamenti erano supportati dalla petroliera Boris Butoma. L'11 maggio, l'Admiral Tributs fu anche segnalato per un dispiegamento, con scalo a Singapore tra l'11 e il 13 maggio, accompagnato dal rimorchiatore Kalar. Nel complesso, tutte le principali navi da combattimento di superficie attive della flotta del Pacifico furono schierate contemporaneamente, vale a dire un incrociatore, tre cacciatorpedinieri e tre corvette. La petroliera Boris Butoma ha fatto scalo a Cam Ranh, in Vietnam, tra il 15 e il 19 maggio e nelle Filippine il 22 maggio. Il Sovershenny ed il Gromky hanno tenuto esercitazioni nel Mar delle Filippine il 30 maggio.
Tra il 7 e il 24 giugno 2021, il Varyag guidò la più grande esercitazione della flotta del Pacifico post-sovietica che ha avuto luogo nell'Oceano Pacifico centrale al largo delle Hawaii (piccole eccezioni sono state il cacciatorpediniere Admiral Panteleev che ha preso parte all'esercitazione RIMPAC-2012 e la fregata Admiral Gorshkov che ha navigato vicino alle Hawaii nel 2019). Oltre all'incrociatore, comprendeva i cacciatorpediniere Marshal Shaposhnikov e Admiral Panteleyev, le corvette Sovershenny, Gromky e Aldar Tsydenzhapov, un sottomarino nucleare (probabilmente Omsk), la nave di intelligence Kareliya e la petroliera Irkut.
L'esercitazione è iniziata il 10 giugno nell'Oceano Pacifico centrale e il 21 giugno le navi, a 2500 miglia nautiche a sud-est delle isole Curili, hanno simulato un attacco al gruppo d'attacco della portaerei nemica. In precedenza, le navi operavano in due gruppi, navigando a 300 miglia nautiche di distanza l'una dall'altra, e uno di essi svolgeva il ruolo di nemico. All'esercitazione hanno preso parte anche la più grande nave ausiliaria della Marina russa , il maresciallo Krylov, che ha svolto la funzione di nave comando per il comandante dell'esercitazione, il contrammiraglio Konstantin Kabantsev, comandante della Flottiglia Primorskaya, nonché la nave ospedale Irtysh e gli intercettori MiG-31 e gli aerei antisommergibile Il-38 e Tu-142.
Il 24 giugno, ultimo giorno dell'esercitazione, tre bombardieri Tu-95, diversi bombardieri Tu-22M, scortati dagli intercettori MiG-31BM e due aerei cisterna Il-78, volarono verso l'Oceano Pacifico centrale. I Tu-95 hanno effettuato attacchi condizionati contro le infrastrutture critiche del nemico e i Tu-22M hanno effettuato attacchi contro il gruppo di attacco condizionale delle portaerei nemiche insieme al Varyag e al maresciallo Shaposhnikov. È stato suggerito che l'esercitazione fosse una risposta all'esercitazione Agile Dagger 2021 della flotta statunitense del Pacifico, che impiega un terzo dei sottomarini operativi della flotta statunitense del Pacifico.
Nel settembre 2021, il Varyag ha condotto un'esercitazione al largo della Kamchatka insieme al sottomarino nucleare Omsk e a 12 navi e imbarcazioni di supporto della flotta del Pacifico. L'incrociatore lanciò un missile Vulkan, mentre l'Omsk lanciò un missile Granit.
Nell'ottobre 2021, Varyag era nuovamente in navigazione nel Mar del Giappone.
Il 23 novembre 2021, Dalzavod ha riferito sul suo canale Instagram che l'incrociatore è entrato nel suo bacino di carenaggio.
Il 29 dicembre 2021, il Varyag, insieme al cacciatorpediniere Admiral Tributs e alla petroliera Boris Butoma, partì da Vladivostok per un lungo dispiegamento, consistente in scali in diversi paesi. L'11 gennaio 2022, le navi da guerra entrarono nell'Oceano Indiano, e fecero scalo a Kochi il 14 gennaio 2022. Il 18 gennaio 2022, la task force ha gettato l'ancora a Chabahar e i rapporti hanno affermato che le navi hanno in programma di tenere esercitazioni congiunte con le marine iraniana e cinese. Il 2 febbraio 2022, l'incrociatore entrò nel Mediterraneo attraverso il Canale di Suez e si collegò alla sua nave gemella, la Marshal Ustinov, in partenza per il Mediterraneo dalla Flotta del Nord. Nel luglio 2022, il Varyag, l'AdmiralTributs e la nave di intelligence Vasily Tatishchev sono diventate le prime navi della Marina russa ad operare nel mare Adriatico dopo lo spiegamento del Volk nel 1995 durante il bombardamento statunitense della Bosnia ed Erzegovina. Alla fine di luglio, il cacciatorpediniere Admiral Tributs operò al largo di Sebenico, la nave da ricognizione Vasily Tatishchev operò nei pressi dell'isola di Pelagosa, l'incrociatore Varyag operò nei pressi di Durazzo, mentre la fregata Admiral Grigorovich rimase appena fuori dal Mar Adriatico. Poiché la portaerei statunitense Truman si trovava nello stesso momento nel Mar Adriatico, i media riportarono notizie secondo cui alcune navi da guerra russe simulavano di bloccare la portaerei statunitense nel Mar Adriatico.
Nell'ottobre 2022, Varyag, l'Admiral Tributs e Boris Butoma lasciarono il Mediterraneo attraverso il canale di Suez, probabilmente tornando alle loro basi nel Pacifico. Il 18 novembre le tre navi ritornarono a Vladivostok. Il 1º marzo 2024, la nave Varyag è imbarcata per una visita ufficiale al porto di Colombo, situato a Colombo, Sri Lanka . La visita è prevista fino al 3 marzo 2024. Il 1º aprile 2024 il Varyag è entrata nel Mediterraneo attraverso il Canale di Suez e il 4 aprile 2024 ha gettato l'ancora fuori dal porto di Tartus, in Siria. Il 17 luglio la nave lasciò il Mediterraneo attraverso il Canale di Suez. L'8 agosto 2024, la nave, insieme alla fregata russa Maršal Šapošnikov, raggiunse il porto indiano di Cochin per il rifornimento. Il 23 agosto le due navi tornarono a Vladivostok.

## Galleria d'immagini

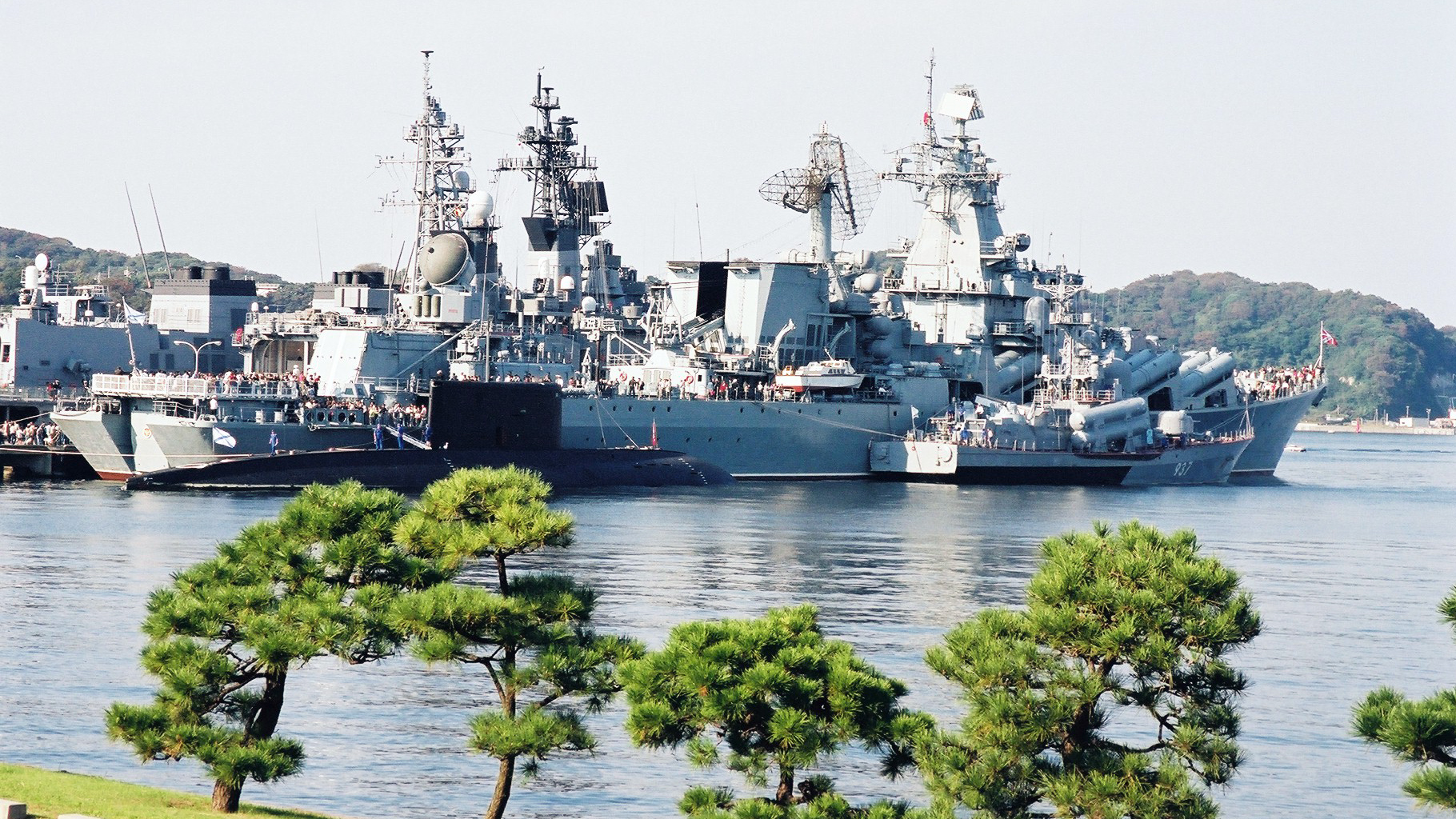
Varyag nel porto di Yokosuka, Giappone nell'ottobre 2002
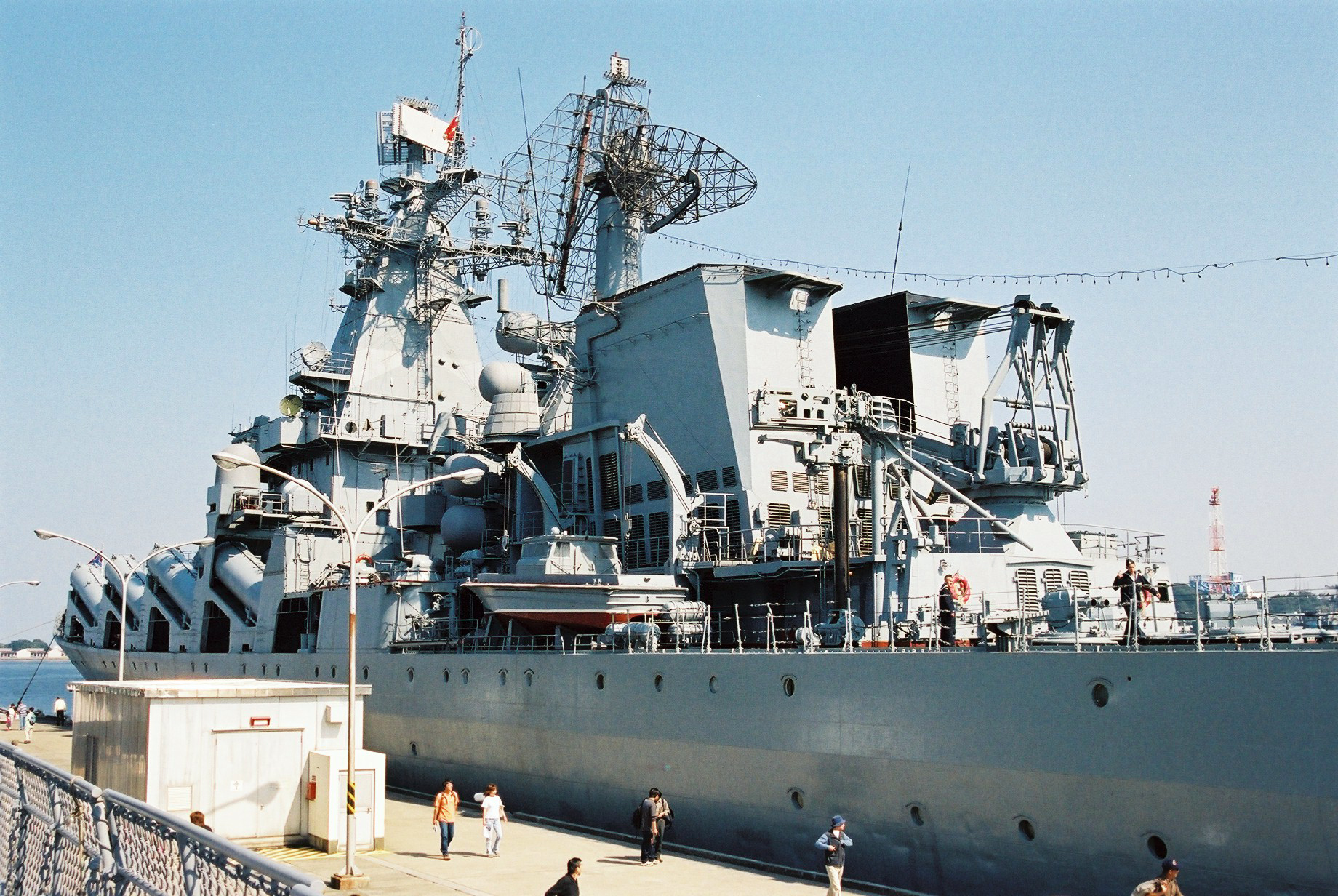
Visita al porto di Yokosuka, Giappone nell'ottobre 2002
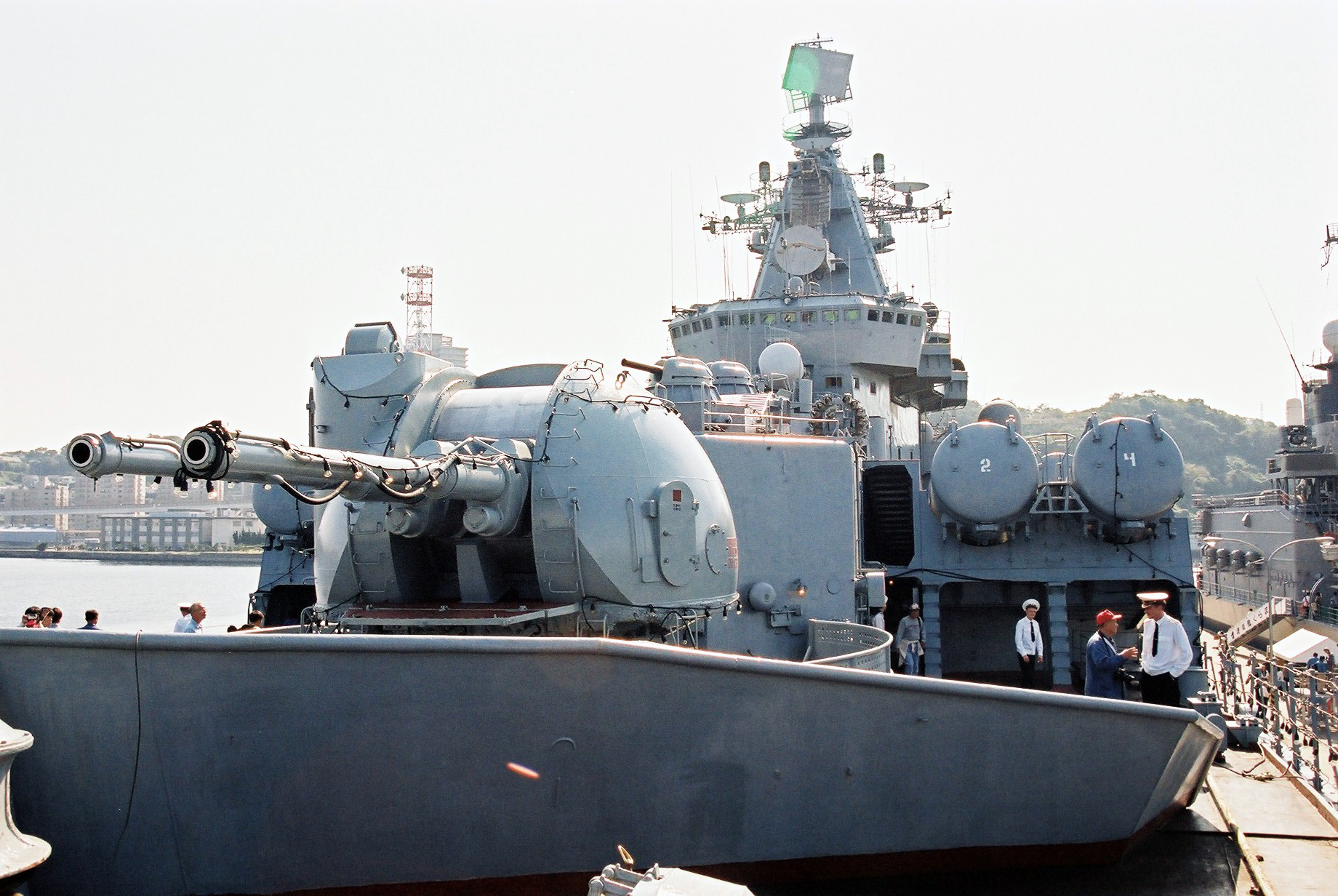
Visita al porto di Yokosuka, Giappone nell'ottobre 2002
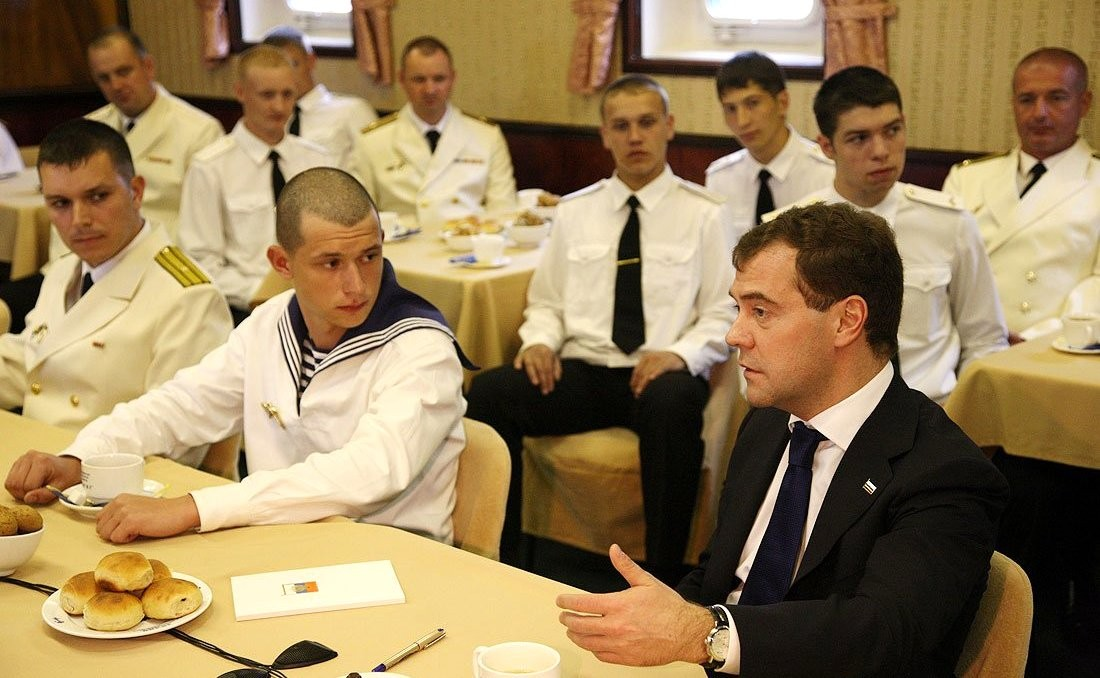
Dmitrij Medvedev incontra i marinai nel 2009.
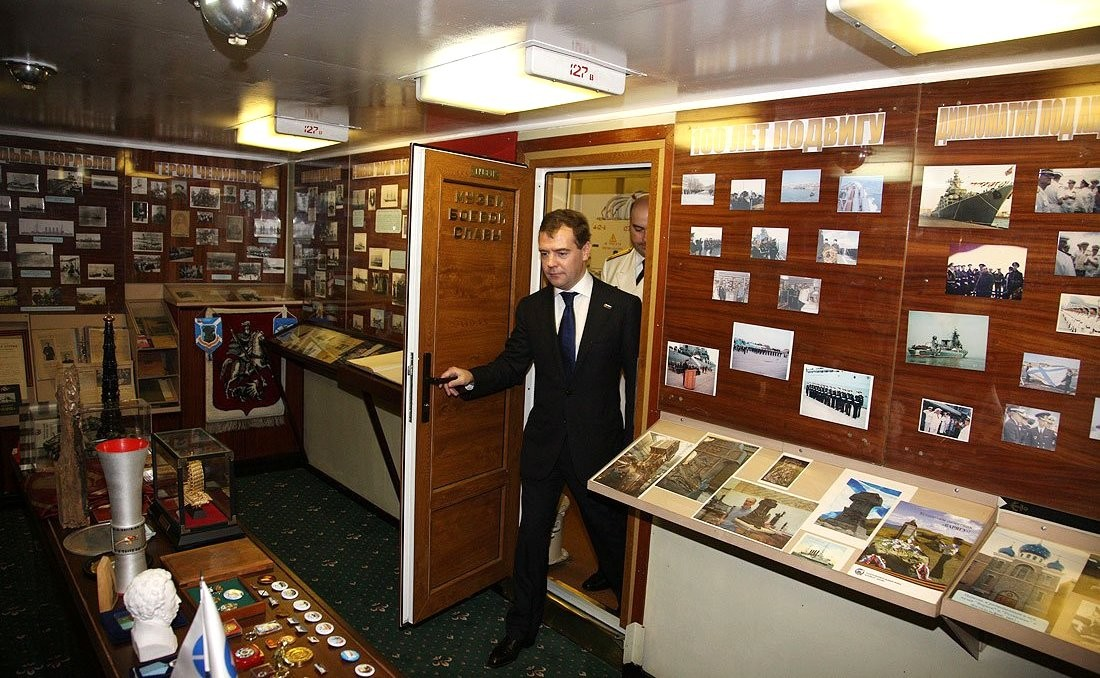
Dmitrij Medvedev visita il museo navale a bordo dell'incrociatore Varyag.
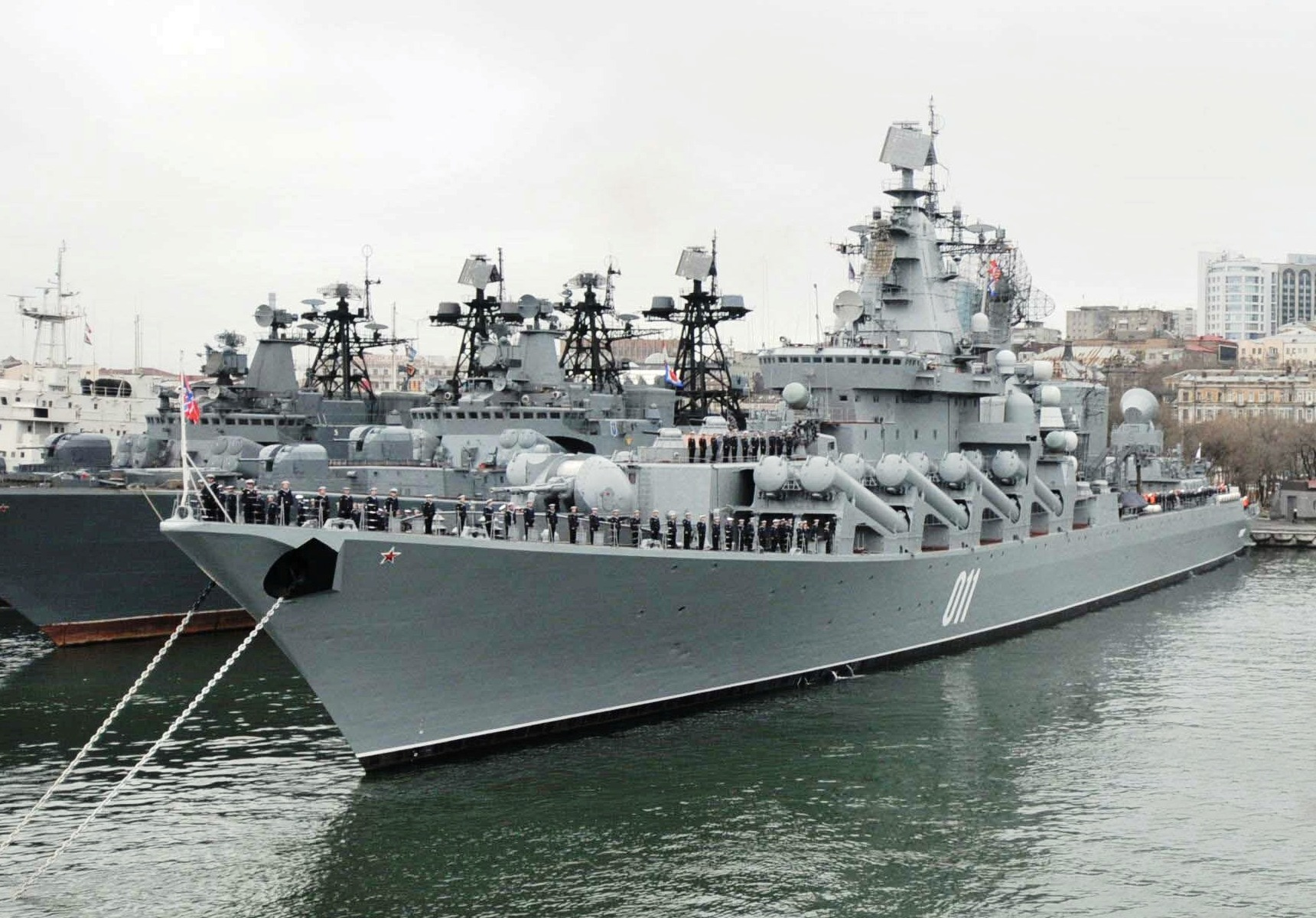
Varyag a Vladivostok, 2010.
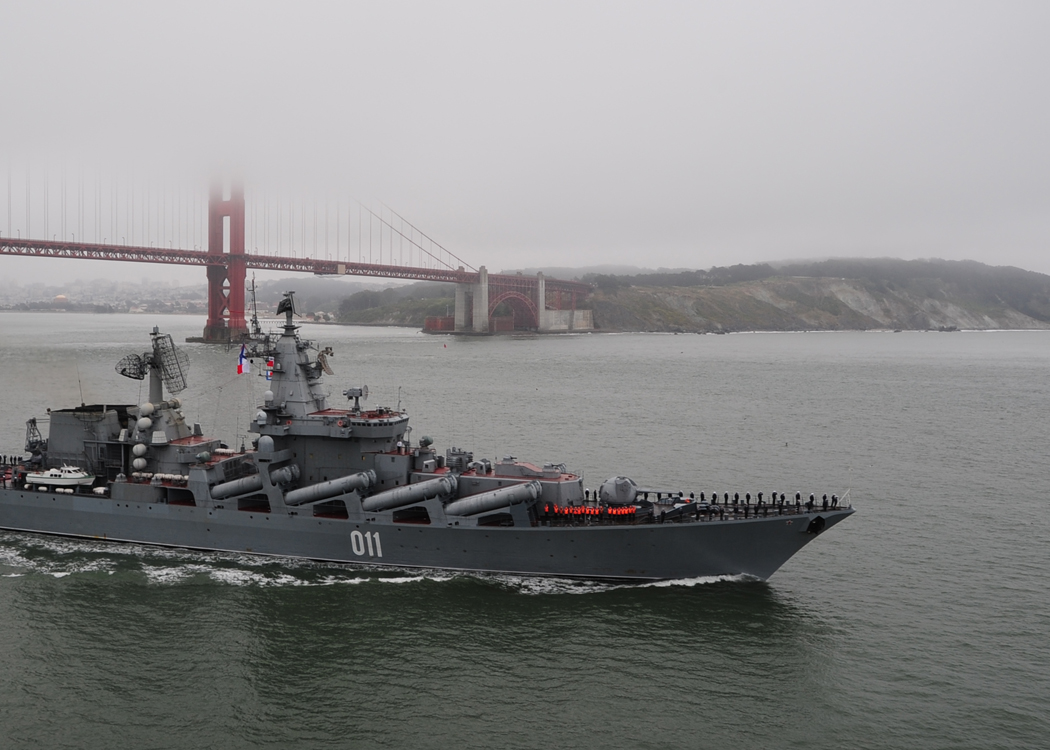
Visita a San Francisco nel 2010
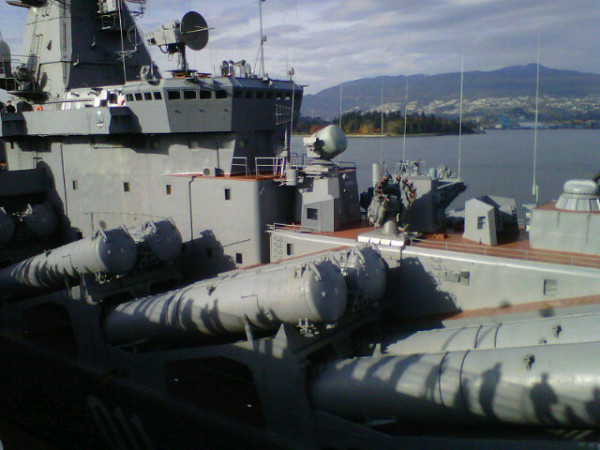
Visita a Vancouver, Canada, nel novembre 2011.
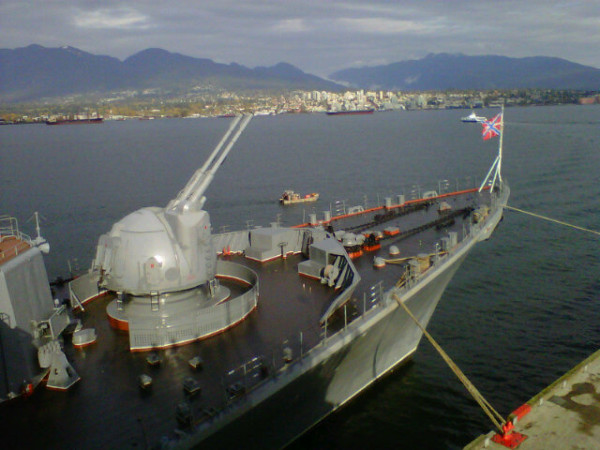
Una visione ravvicinata dei cannoni binati AK-130 sulla prua, con la costa settentrionale di Vancouver sullo sfondo.
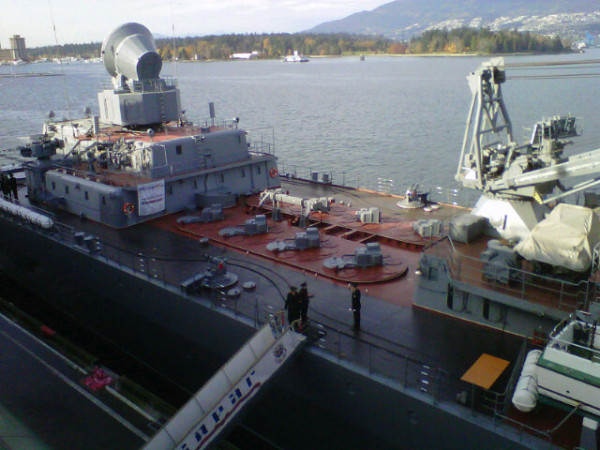
Una vista ravvicinata dei tubi SAM Favorit dell'S-300 PMU a centro nave, Vancouver.